# Nybro
Nybro – miejscowość w Szwecji, siedziba gminy Nybro w regionie Kalmar, historycznej prowincji Smalandia. Miasto zostało założone w XIX wieku jako miasto handlowe, jednak w dosyć krótkim czasie rozwinęło się jako miasto o charakterze przemysłowym. W 1932 Nybro nadano prawa miejskie. Nybro w języku szwedzkim oznacza tyle co „nowy most” co ma swoje odzwierciedlenie w herbie miasta, w 1971 przejętym również przez gminę.
W mieście działa klub hokejowy Nybro Vikings IF.

## Przypisy

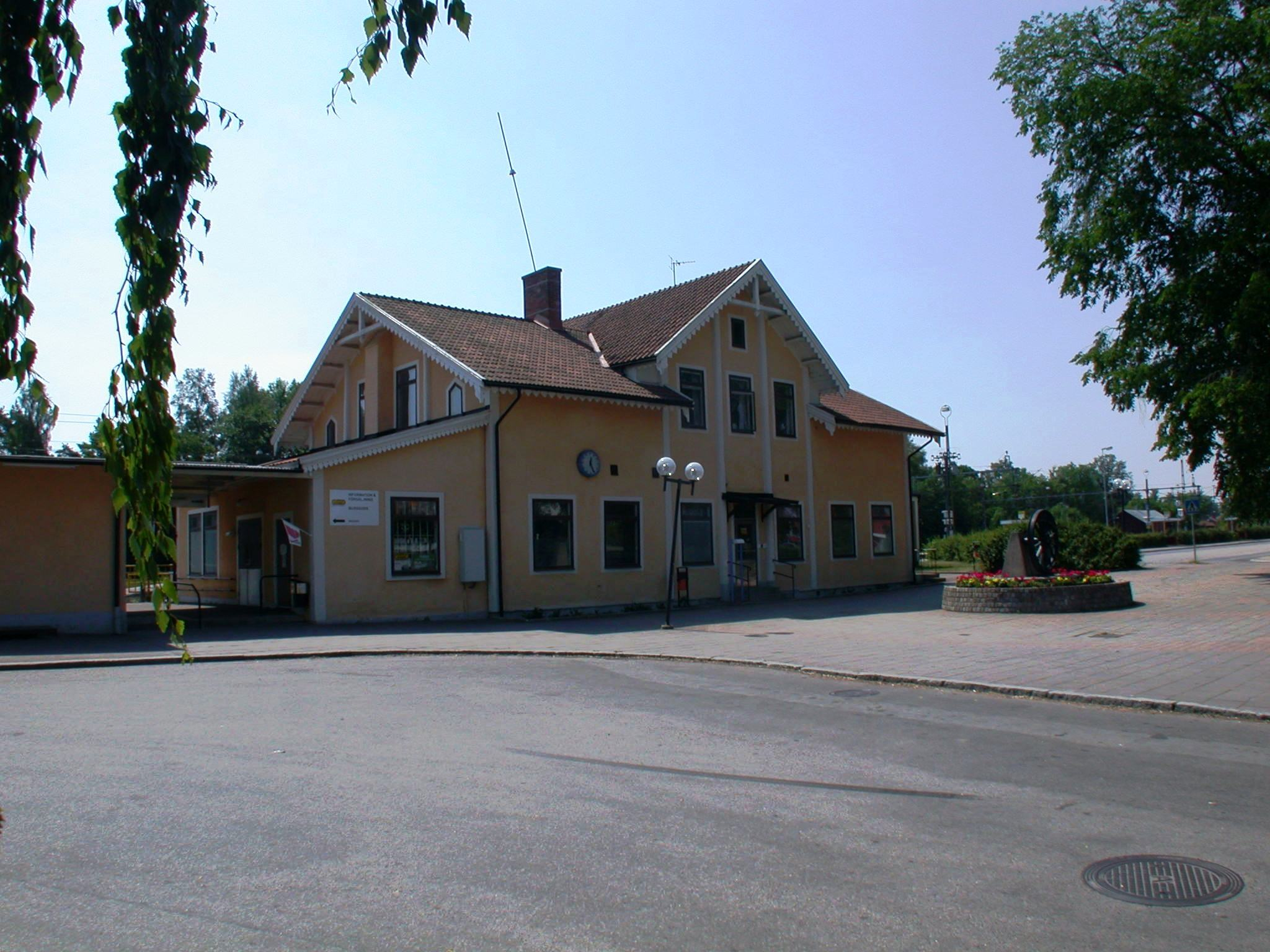
Stacja kolejowa w Nybro

## Miasta partnerskie
- Nový Bor